# Amado Benigno
Amado Benigno (Lábrea-AM, 1 de agosto de 1905 - Rio de Janeiro-RJ, 10 de setembro de 1965) foi um futebolista brasileiro que atuava como goleiro.
Foi o primeiro futebolista do Amazonas a atuar pela Seleção Brasileira, e, com 124 partidas pelo rubro-negro carioca, é o 15º goleiro que vestiu mais vezes a camisa do Flamengo.
Além de jogador, Amado era médico, profissão que continuou a exercer após encerrar sua carreira de jogador.

## Carreira

### Flamengo
Nascido no município de Lábrea,no interior do Amazonas,era filho do Coronel Laudelino Benigno.Ainda jovem mudou-se para o Rio de Janeiro,onde começou sua carreira no futebol.Benigno atuou no Flamengo de 1923 a 1934, sendo bicampeão carioca.
De acordo com o historiador Gaspar Vieira Neto, Amado estreou no clube da Gávea dia 6 de maio de 1923, em vitória do Flamengo sobre o São Cristóvão por 3 a 1, pelo Carioca daquele ano. Considerado até hoje um dos maiores goleiros da história do Rubro-Negro carioca, ele atuou em 124 partidas e é o 15º goleiro que vestiu mais vezes a camisa do Flamengo.
Além de jogador do Flamengo, Amado chegou também a dar uma de olheiro para o clube, pois ao observar um garoto que jogava nas categorias de base do Fluminense o convidou para jogar no Flamengo. O garoto observado por ele era o Oscar Niemeyer, que não aceitou o convite, pois não pretendia seguir carreira como jogador de futebol, que na época era um esporte amador e não permitia que os atletas sobrevivessem daquilo. A história, contada pelo próprio Niemeyer, foi publicada no livro "As grandes entrevistas do Milênio", do programa de TV de mesmo nome na Globonews.

#### Estatísticas
| Ano   | Jogos | Gols Marcados |
| ----- | ----- | ------------- |
| 1923  | 12    | 0             |
| 1924  | 13    | 0             |
| 1925  | 1     | 0             |
| 1926  | 16    | 0             |
| 1927  | 24    | 0             |
| 1928  | 23    | 0             |
| 1929  | 12    | 0             |
| 1930  | 6     | 0             |
| 1931  | 1     | 0             |
| 1932  | 2     | 0             |
| 1933  | 8     | 0             |
| 1934  | 6     | 0             |
| Total | 124   | 0             |

### Seleção Carioca
Pela Seleção Carioca, ele conquistou o Campeonato Brasileiro de Seleções em 2 oportunidades: 1927 e 1928.

### Seleção Brasileira
Defendeu a Seleção Brasileira em uma oportunidade, em 1929, quando foi titular em um amistoso contra a equipe do Rampla Juniors, do Uruguai, ajudando o Brasil a conquisar a vitória por 4 a 2. 
Considerado o melhor goleiro do país à sua época, ele estava cotado para ser o goleiro titular da Seleção que iria disputar a Copa de 1930, porém, no dia da apresentação, resolveu jogar um amistoso pelo Flamengo em Belo Horizonte e não avisou a CBD, sendo, por isso, cortado da delegação.

## Morte
Amado veio a falecer em 1965, aos 60 anos. No dia 10 de setembro deste ano, ele cometeu suicídio, jogando-se da janela de seu apartamento,que localizava-se na Av. Nossa Senhora de Copacabana.

## Títulos
Flamengo
- 1925 - Campeonato Carioca
- 1927 - Campeonato Carioca
- 1927 - Taça Dr. Affonso de Camargo
- 1927 - Troféu Associação Paranaense de Desportos

Seleção Carioca
- 1927 - Campeonato Brasileiro de Seleções
- 1928 - Campeonato Brasileiro de Seleções